# Людмил Ангелов
Людмил Ангелов е български пианист.

## Биография
Роден е на 27 юни 1961 г. във Варна в семейството на изтъкнати музиканти. Баща му е прочутият диригент Михаил Ангелов, а майка му е оперната певица Мария Димитрова. Започва да свири на пиано на 6-годишна възраст.
Учи в Националното музикално училище „Любомир Пипков“ в София. През 1972 г. печели първия си приз – Първа награда на конкурса „Светослав Обретенов“, а през следващата година е сред отличените във „Виртуози на клавирната музика“ в Прага. След завършване на средното си образование печели първо място в конкурса „Сенигалия“ в Торино и е приет в специалност „Пиано“ в инструменталния факултет на в Националната музикална академия „Панчо Владигеров“, където отново работи под ръководството на Константин Станкович, както и на изтъкнатите преподаватели Виктория Спасова и Людмила Стоянова.
През 1985 г. става първият българин лауреат на Специалния приз на престижния конкурс „Фредерик Шопен“, който се провежда във Варшава.
През 1990 г. свири в Линкълн център в Ню Йорк. През същата година е отличен на международен конкурс за пианисти в Палм Бийч, Калифорния.
През 1992 г. заминава за испанския град Толедо, където е поканен за преподавател в местната консерватория.
Носител на множество престижни отличия, сред които са Голямата награда в клавирния конкурс „Пиано мастърс“, провеждащ се в Монте Карло и на наградата „Аполон Токсофорос“ на Фондация „Аполония“ (1999). През ноември 2011 г. е награден от Министерството на културата на Република Полша с медал „Gloria Artis“ за заслуги в популяризирането на полската музика по света, а през 2015 г. е удостоен с Голямата награда на град Варна за цялостната си дейност.
Той е основател и артистичен директор на Международния музикален фестивал в Толедо (1996) и член-кореспондент на Кралската академия на изкуствата. Основател е и на фондация „Пиано Екстраваганца“ (2011), която организира едноименния международен музикален фестивал в София.
Ежегодно прави майсторски класове в Софийския университет „Климент Охридски“ и в Нов български университет, където от юни 2011 г. е почетен професор.
Канен е за жури на международни конкурси, между които „Фредерик Шопен“ във Варшава през 2010, 2015 и 2020 г.
На 17 септември 2022 г. е удостоен със званието Почетен гражданин на София.

## Участия
- 49-о издание на „Международния фестивал на камерната музика“, Пловдив – 2013 г. Концерт на Веско Ешкенази — цигулка в дуо с Людмил Ангелов[9]
- XXII издание на Европейския музикален фестивал в София (2022), организиран от „Кантус фирмус“ – интеграл с клавирните концерти на Брамс с Оркестъра на Класик ФМ радио, диригент Григор Паликаров[10][11]